# Serge Saulnier
Serge Saulnier (ur. 27 października 1952 w Châlons-en-Champagne) – francuski kierowca wyścigowy. Założyciel zespołu Saulnier Racing (obecnie OAK Racing).

## Kariera
Saulnier rozpoczął karierę w międzynarodowych wyścigach samochodowych w 1974 roku od startów we Francuskiej Formule Renault. Z dorobkiem 38 punktów uplasował się tam na dziesiątej pozycji w klasyfikacji generalnej. W późniejszych latach Francuz pojawiał się także w stawce Europejskiej Formuły 3, 24-godzinnego wyścigu Le Mans oraz World Challenge for Endurance Drivers.